# Pełkowo
Pełkowo (niem. Pelkshof) – wieś w województwie warmińsko-mazurskim, w powiecie mrągowskim, w gminie Mrągowo. 
Do 2023 miejscowość była częścią wsi Muntowo.
Część wsi wchodzi w skład sołectwa Muntowo. 
W latach 1975–1998 część administracyjnie należała do województwa olsztyńskiego.
Pełkowo założył w 1864 r. niejaki Pełka i choć znajdowało się ono w pobliżu Śniodowa, zaliczano je do zabudowań Muntowa.